# Paepalanthus parviflorus
Paepalanthus parviflorus là một loài thực vật có hoa trong họ Eriocaulaceae. Loài này được (Hensold) Hensold mô tả khoa học đầu tiên năm 1996.